# Casimiroa pringlei
Casimiroa pringlei là một loài thực vật có hoa trong họ Cửu lý hương. Loài này được (S.Watson) Engl. mô tả khoa học đầu tiên năm 1896.